# Лєсхозний
Лєсхозний (рос. Лесхозный) — селище Шовгеновського району Адигеї Росії. Входить до складу Хатажукайського сільського поселення.
Населення — 6 осіб (2015 рік).